# Signe Krarup
Signe Krarup (født 5. januar 1975) er medvært på radioprogrammet Go'nova på Nova. Tidligere har hun været nyhedsvært på TV 2 News.
Signe Krarup er gift med forfatter og journalist Søren Baastrup. I 2006 og 2010 fødte hun sine to børn.